# 華僑新村
23°08′24″N 113°17′06″E / 23.14012°N 113.285°E

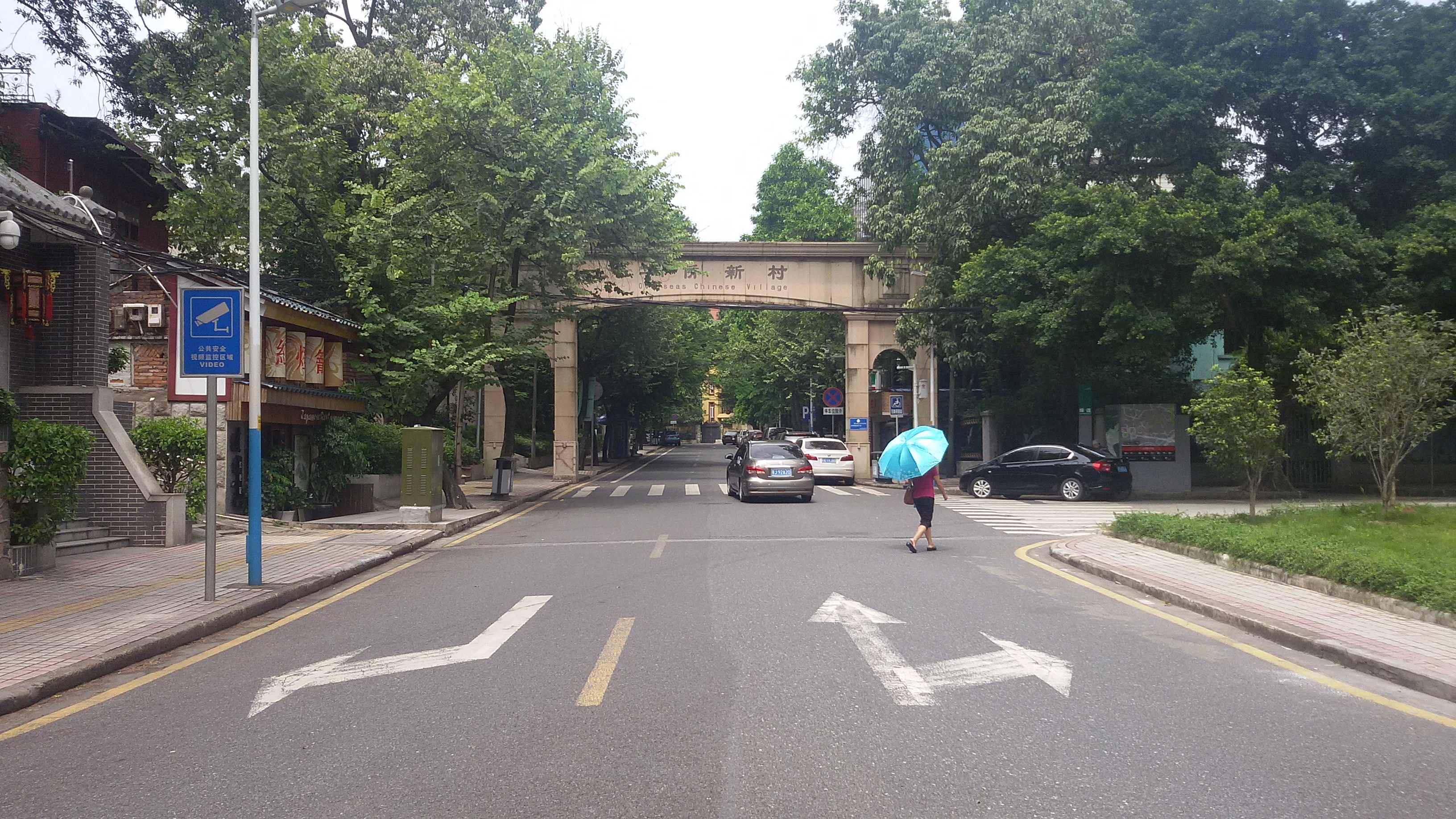
華僑新村南邊的牌坊，於2000年建成

華僑新村是中國廣東省廣州市的一個住宅小區，位於越秀區華樂街道，面積約0.22平方公里，有花园式独立庭院177座、公寓291座。華僑新村是中華人民共和國成立後建立的第一個大型華僑住宅區，二十多个国家和地区的歸僑、僑眷在此落地生根；也是廣州市人民政府首批推出的十四個廣州市歷史文化街區之一。華僑新村東鄰黃花崗公園，西至淘金路，南起環市東路，北至廣深鐵路，由團結路、愛國路、光明路、和平路、友愛路五條自然街相互連通。

## 歷史
1954年8月，第一屆廣州市人民代表大會通過籌建華僑新村的決議。起初是為了配合廣州城市建設，增加民房，並貫徹1954年7月中央僑務擴大會議關於“便利華僑建築房屋與興辦公益事業”的指示。隨後進行選址、徵地、測量、規劃和設計工作。同年10月，市政府将白云山南麓25万平方米的土地划为华侨新村的建设用地；11月，“广州市华侨新村筹建委员会”正式成立。 
1955年5月15日，時任中共廣州市委書記、市人民政府市長朱光親臨主持了奠基儀式，歸僑、僑眷兩千多人參加。在奠基的时候，环市路还没形成，先烈路还是“黄泥路”，附近唯一的建筑是一栋电报大楼，后来成为了“筹委会”的办公室。

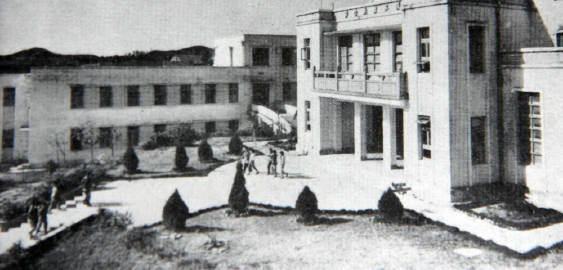
華僑小學建成

1956年4月，包括有教學大樓、禮堂和學生宿舍的華僑小學，首先建成使用。至1957年，華僑新村分甲、乙、丙、丁多種類型的獨院式住宅和集體公寓不斷建成，新村已具規模。到1965年，共有177座独立庭院、291座公寓建成。
文化大革命期間，因有「海外關係」，華僑幼兒園停辦；華僑小學遭破壞；禮堂上“華僑熱愛祖國”的刻字被砸爛。撥亂反正後，華僑學校開辦中學，幼兒園復辦，“華僑熱愛祖國”的刻字仿原樣重新安裝，村口被破壞的村名標誌重新佈置。
1985年中，華僑新村人工湖被徵用填平。9月15日，廣州文化發展總公司與林增（香港）投資有限公司簽訂合同，在人工湖上興建25層高的廣州文化假日酒店。
2021年，华侨新村接受市政府的微改造，对道路、台阶、围墙外立面进行了改造翻新，也搭建智能化管理平台，开发出专属于华侨新村服务小程序，实现智慧停车、无人机安防巡查。

## 規劃與設計
華僑新村首期規劃建設用地25公頃。規劃設計將原是三個不同山形的小崗，即蜆殼崗、玉子崗和蟠龍崗，按三個小山崗地形高低起伏進行設計。規劃設計道路（包括車行道和人行道）約佔11%，2.75萬平方米；房屋基底面積約佔15%，3.7萬平方米；住宅花園空地約佔46%，11.5萬平方米；公共綠化地佔9%，2.5萬平方米；斜坡面積約佔12%，3萬平方米；運動場地面積約佔7%，1.75萬平方米。據防火間距、衛生間的條件限定，二層獨院式住宅居多，新村用地寬裕。
根據華僑的要求，住宅分甲、乙、丙、丁多種住宅式樣，接近於標準化。建築造價不受嚴格限制，平均造價每平方米人民幣95元，集體公寓每平方米為67元。
在建築藝術上，採用角、線條、涼台和花池結合裝飾處理，以取得建築型體的大方美觀。新村首期規劃用地的土質情況，多系砂礫堅土，部分系堅土，少數是普通土質。一般安全荷載為19噸/平方米，基礎設計較為節約。

## 評價
中國民主革命家何香凝在1959年探望华侨新村时，为華僑新村题词「歸僑僑眷的幸福樂園」。華僑企業家陳嘉庚稱讚華僑新村「選的地方好，建設得好，華僑小學辦得好」。朱光在1959年为华侨新村赋诗：“广州好，侨伯构新村，出国饱尝漂泊苦，回乡今喜物华春，美景乐天伦”。2012年，華僑新村被中國國務院僑務辦授予「全國社區僑務工作明星社區」稱號。

## 相关人物
有不少艺术家和文学家曾在华侨新村里居住。馬師曾在1955年从香港回到广州后就住在这里，直到1964年去世；红线女从1957年开始也在此定居；秦牧曾住在友爱路，莫伯治和余本也曾住在这里；《华商报》创办人邓文钊在此安家后，廖承志也曾多次来拜访他。